# Meine Seufzer, meine Tränen
Meine Seufzer, meine Tränen (BWV 13) is een religieuze cantate van Johann Sebastian Bach.

## Programma
Deze cantate paste bij de tweede zondag na Epifanie en weerklonk voor het eerst op 20 januari 1726 te Leipzig. Daarmee behoort deze cantate tot de derde cantatejaargang.
Deze cantate behoort tot de zogenoemde Kerstkring van het kerkelijk jaar die loopt van de 1ste Adventszondag tot de 4e zondag na Epifanie of Driekoningen. Daarna start de Paaskring omvattende 50 dagen voor en 50 dagen na Pasen.

## Tekst
Bijbellezing voor die zondag:
- Romeinen 12, 6-16 "Zegent wie u vervolgen, zegent, en vervloekt niet, verheugt met verheugden, weent met wenenden"
- Johannes 2, 1-11 "Op de derde dag geschiedt er een bruiloft te Kana in Galilea...Als er een tekort aan wijn is...mijn uur is nog niet gekomen...Jezus zegt tot hen: giet die vaten vol met water...Zodra de tafelmeester proeft...Dit is het begin dat Jezus maakt met de tekenen in Kana in Galilea"

Inhoud cantate:
1. Aria (tenor) "Meine Seufzer, meine Tränen"
2. Recitatief (alt) "Mein liebster Gott läßt mich annoch"
3. Koor "Der Gott, der mir hat versprochen"
4. Recitatief (sopraan) "Mein Kummer nimmet zu"
5. Aria (bas) "Ächzen und erbärmlich Weinen"
6. Koraal "So sei nun, Seele, dein"

## Muzikale bezetting
Blokfluit 1 en 2, jachthobo; viool 1 en 2, altviool en basso continuo (inbegrepen orgel).

## Toelichting
"Mijn zuchten, mijn tranen"... wordt wel gezien als de jammervolste en smartelijkste uit geheel Bachs cantatewerk. De cantate zit vol met schrijnende akkoorden met onopgeloste dissonanten op de gewichtigste momenten van elke maat. De zangpartijen in deze niet aflatende klacht zit vol beladen intervallen: verminderende en overmatige secunde, de overmatige kwint en verminderde kwintsprongen. De val met een verminderende septiem is als een onzekere sprong in de duisternis, zonder vaste grond. Dit alles brengt de zanger tot radeloosheid en diepe smart met beken vol tranen. Dit zuchten, kreunen en klagen vertaalt zich bij Bach ook in de gerichte aanwending van het intstrumentarium:
- de jachthoorn (oboe da caccia) staat in het eerste vers op zichzelf tegenover twee blokfluiten, de baslijn en de tenorstem; zijn eenzame partij lijkt op een niet aflatende tranenvloed
- in het koor van vers drie veranderen de strijkers het zuchten (Seufzer) tot korte figuren van hoop: de duisternis van f kleine terts gaat wijken voor het hoopvolle licht van F grote terts
- het slotkoraal eindigt, nadat alle solisten hun dissonant klachtenverhaal hebben gedaan, met één welluidend akkoord, in volle harmonie waarbij alle stemmen je omarmen als een warme mantel